# Najstarsza Synagoga w Poznaniu
Najstarsza Synagoga w Poznaniu – nieistniejąca synagoga znajdująca się w Poznaniu przy skrzyżowaniu ulic Szewskiej i Dominikańskiej.
Bożnica powstała prawdopodobnie w XIV wieku, wraz z pojawieniem się w Poznaniu liczniejszej społeczności żydowskiej. Tradycja żydowska za datę budowy uznaje lata 1360–1367, mimo że pierwsza wzmianka w dokumentach pochodzi dopiero z 1449 roku i nie jest pewne, czy mowa w niej o tej samej świątyni. Istnienie innej notatki, z 1438, o likwidacji cmentarza żydowskiego znajdującego się w pobliżu klasztoru Dominikanów (dzisiejszego kościoła jezuitów) mogłoby potwierdzać bliskość synagogi. Nieznana jest również informacja, czy była to pierwsza świątynia żydowska w dziejach Poznania oraz z jakiego materiału została wykonana.
Zniszczona prawdopodobnie przez jeden z licznych pożarów miasta. Jej funkcję przejęła wybudowana na przełomie XV i XVI wieku Stara Synagoga przy ulicy Żydowskiej. W XIX wieku, na miejscu Najstarszej Synagogi, powstała Synagoga Stowarzyszenia Braci Gminy.